# Kemény-kastély (Felsőzsuk)
A felsőzsuki Kemény-kastély műemlék épület Romániában, Kolozs megyében. A romániai műemlékek jegyzékében a  CJ-II-m-B-07686 sorszámon szerepel.